# Primul pictor al Regelui
Primul pictor al Regelui (franceză Premier peintre du Roi) a reprezentat o funcție administrativă în Franța în timpul Ancien Régime. Titularul nu era responsabil de personalul angajat și rolul său a fost de multe ori fără un suport financiar.

## Lista cronologică a Primului pictor al Regelui
- 1603-1619: Martin Fréminet (1567-1619)
- 1627-1649: Simon Vouet (1590-1649)
- 1641-1665: Nicolas Poussin (1594-1665)
- 1664-1690: Charles Le Brun (1619-1690)
- 1690-1695: Pierre Mignard (1612-1695)
- 1695-1716: vacant
- 1716-1722: Antoine Coypel (1661-1722)
- 1722-1725: vacant
- 1725-1733: Louis Boullogne (1654-1733)
- 1733-1736: vacant
- 1736-1737: François Lemoyne (1688-1737)
- 1737-1746: vacant
- 1746-1752: Charles Antoine Coypel (1694-1752)
- 1752-1762: vacant
- 1762-1765: Carle Van Loo (1705-1765)
- 1765-1770: François Boucher (1703-1770)
- 1770-1789: Jean-Baptiste Marie Pierre (1714-1789)
- 1789-1791: Joseph-Marie Vien (1716-1809)